# Le Petit Cheval bossu (ballet)
Pour les articles homonymes, voir Le Petit Cheval bossu.
Le Petit Cheval bossu ou la Fille-tsar est un ballet en 4 actes et 9 tableaux d'Arthur Saint-Léon (chorégraphie et livret), musique de Cesare Pugni, représenté pour la première fois le 3 décembre 1864 au Théâtre Bolchoï Kamenny de Saint-Pétersbourg.
Adapté d'un conte de Piotr Erchov, le ballet connaît un succès immédiat grâce, notamment, aux nombreuses danses de caractère et aux variations folkloriques qu'il comporte.

## Version contemporaine
Rodion Chtchedrine, compositeur russe, en compose une nouvelle musique en 1955, largement diffusée dans les pays russophones, avec une chorégraphie d'Alexandre Radounski (1960).